# Pierre-Jean de Béranger

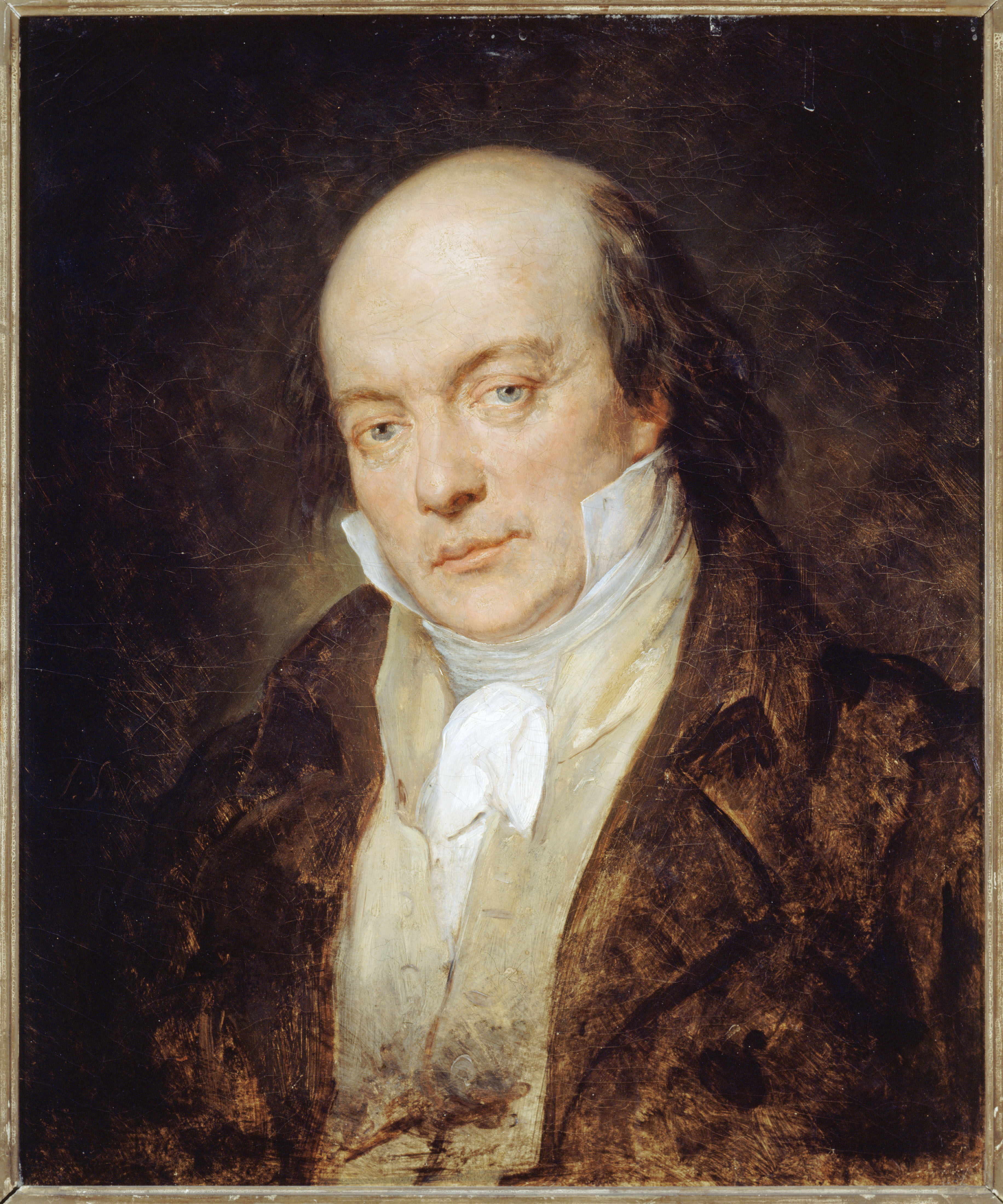
Pierre-Jean de Béranger

Pierre-Jean de Béranger (ur. 19 sierpnia 1780 w Paryżu, zm. 16 lipca 1857 tamże) – francuski poeta i autor piosenek, zwany klasykiem piosenki.

## Życiorys
Był synem przedsiębiorcy, któremu początkowo pomagał, zanim przedsiębiorstwo ojca upadło. Od 1809 pracował jako referent na Uniwersytecie Paryskim. Żył wówczas na marginesie, śpiąc w mansardzie i tworząc w wolnym czasie literacką chałturę. Po upadku Napoleona komponował piosenki i poematy bardzo krytyczne wobec rządu w okresie restauracji Burbonów. Jego twórczość przyniosła mu sławę, jednak przyczyniła się w 1821 do zwolnienia go z pracy i uwięzienia na 3 miesiące. Pisał liryczne, rzewne piosenki wysławiające rewolucję i minioną epokę napoleońską i wyśmiewające monarchię i reakcyjny kler w prostym, czystym, atrakcyjnym stylu; głosił w nich idee liberalne i antyklerykalne. Zarówno piosenki, jak i satyra, uczyniły go znanym zarówno wśród wiejskiego ludu, jak i liberalnych kręgach literackich Paryża, dzięki czemu stał się szanowaną i wpływową osobą. Był w stanie utrzymać się z samej swojej twórczości i odmawiał oficjalnych honorów, nawet przyjęcia do Akademii Francuskiej. Po rewolucji 1848 został członkiem nowo wybranego parlamentu. Był znany z życzliwości i hojności.
Zdaniem Mariana Skrzypka Béranger był jednym z pisarzy, którzy w największym stopniu przyczynili się do idealizacji Napoleona i stworzenia jego legendy.

## Twórczość
Jego najbardziej znane poematy to Le Roi d’Yvetot (1813), Le Dieu des pauvres gens, Le Sacre de Charles le Simple, La Grand-Mère i Le Vieux Sergent. Zbiór jego piosenek został wydany w 1834 (wyd. pol. 1859 pt. Piosenki).

## Przekłady
Utwory Bérangera tłumaczyli na język polski między innymi Mikołaj Biernacki, Stanisław Budziński, Józef Szczepan Chamiec, Konstanty Gaszyński, Władysław Syrokomla i Cyprian Kamil Norwid. Na angielski przekładał je William Young (1809–1888).